# Křest ohněm (kniha)
Křest ohněm (v polském originále Chrzest ognia) je třetí část fantasy ságy o Zaklínači. Autorem je polský spisovatel Andrzej Sapkowski. V polské originále tato kniha vyšla roku 1996, český překlad vyšel o rok později u nakladatelství Leonardo. Nejnovější vydání vyšlo roku 2017 u stejného nakladatelství.

## Děj
Geralt se v Brokilonu zotavuje ze svých zranění. Od lučištnice Milwy se dozví, že Ciri je v Nilfgaardu u císaře Emyrha, který se s ní chce oženit. Jakmile se to Geralt dozví, rozhodne se vyrazit na cestu a spolu s Marigoldem a Milwou odjíždí. Během cesty narazí na skupinu trpaslíků, kterou vede Zoltan Chivay. Ti putují stejným směrem, a tak se k nim zaklínač přidá. Cestou se k nim připojí Emiel Regis, abstinující upír a felčar, a Cahir, zběhlý nilfgaardský rytíř. V průběhu knihy má Geralt sny o Ciri, ale místo toho, aby byla na dvoře císaře, tak je kdesi v pustině s nějakou bandou. Geralt a Marigold se při střetu s Nilfgaardem dostanou do zajetí, ale pomocí přátel se jim podaří utéci. Zoltan Geraltovi daruje svůj meč, a poté se s trpaslíky rozcházejí. Vyjde najevo, že Milwa je těhotná. Na konci knihy se pokusí přeplavit přes řeku Jarugu, aby navštívili druidy, kteří by jim pomohli v hledání. Dostanou se ale mezi nilfgaardskou a rivijskou armádu. Milwa je zraněna a její dítě nepřežije. Geraltovi a Cahirovi se podaří sešikovat rivijskou armádu a podáří se jim odrazit nilfgaardský útok a uhájit most. Po bitvě je Geralt pasován královnou Meve na rytíře – Geralta z Rivie.
Současně Ciri jezdí s bandou Potkanů po kraji a užívají života. Po jejich stopě se pustí lovec lidí Bonhart, který má za úkol Potkany zničit. Fillippa Eilhart zakládá tajný čarodějný spolek, která je tvořena pouze z žen. Tato Lóže si dává za úkol udržet vládu magie. Královna elfů přemění Yennefer z nefritové sošky, do které byla kvůli bezpečnosti zakleta. Yennefer je požádána, aby se přidala do Lóže, a dozvídá se, že u císaře není skutečná Ciri, ale jenom její dvojnice. Yennefer ale Lóži nevěří, a tak obejde magickou blokádu a teleportuje se pryč.

## Postavy
- Geralt z Rivie je zaklínač a mutant. Za peníze zabíjí různé netvory. V tomto díle je značně nerozhodný.
- Cirilla je Cintránská princezna. Po předcích zdědila mocný gen a kvůli němu se ji snaží hodně lidí zajmout nebo zabít.
- Marigold je potulný bard. Snaží se být elegantní. Je to velký svůdník a má rád zábavu.
- Zoltan Chivay je trpaslík a žoldnéř. Později Geraltovi daruje meč sihill.
- Cahir aep Ceallach je rytíř Nilfgaardu. Měl za úkol najít a zajmout Ciri, ale protože se mu to nepovedlo, tak se rozhodl bloudit světem. Připojil se ke Geraltově skupině, avšak Geralt se s ním několikrát porve, protože mu nevěří.
- Milwa je skvělá lučištnice. Povahou je přívětivá, ale taky náladová a dokáže se rozčílit kvůli drobnostím. Je negramotná.
- Regis je to starý upír a mastičkář. Krev nepije od té doby, co se při jednom opileckém výletu (krev působí na upíry jako alkohol na lidi) vyřádil, a poté ho lidi pohřbili zaživa.[4]